# Дјансе
Дјансе (фр. Diancey) насеље је и општина у источном делу централне Француске у региону Бургоња, у департману Златна обала која припада префектури Бон.
По подацима из 2011. године у општини је живело 81 становника, а густина насељености је износила 8,13 становника/km². Општина се простире на површини од 9,96 km². Налази се на средњој надморској висини од 402 метара (максималној 428 m, а минималној 340 m).

## Демографија
| 1962. | 1968. | 1975. | 1982. | 1990. | 1999. | 2011. |
| ----- | ----- | ----- | ----- | ----- | ----- | ----- |
| 80    | 98    | 85    | 83    | 72    | 87    | 81    |

График промене броја становника у току последњих година